# Léon Emmanuel Monnet
Pour les articles homonymes, voir Monnet.
Léon Emmanuel Monnet est un homme politique ivoirien, né le 18 avril 1952 à Adzopé. Cet enseignant en agronomie est maire d'Adzopé de 2001 à 2013, et ministre des Mines et de l'Énergie de 2001 à 2010, plusieurs fois renommé à ce poste.

## Biographie
Dès 1983 il est enseignant à l'École nationale supérieure d'agronomie de Yamoussoukro (ENSA), il devient maire d'Adzopé en 1996 poste qu'il occupe toujours (plusieurs fois réélu 1996 et 2001).
Lors de l'élection régionale de septembre 2023 dans la région de La Mé, Léon Emmanuel Monnet est le candidat du Parti démocratique de Côte d'Ivoire – Rassemblement démocratique africain (PDCI-RDA) et du Parti des peuples africains – Côte d'Ivoire (PPA-CI) face au président sortant Patrick Achi (RHDP). Ce dernier est réélu avec 68,9 % des voix devant Monnet (31,1 %),.

## Postes de ministres occupés
- janvier 2000 - octobre 2000 : Ministre de l'Enseignement technique et de la Formation professionnelle
- octobre 2000 - 2010 : Ministre des Mines et de l'Énergie